# C1q-Nephropathie
Die C1q-Nephropathie ist eine seltene Erkrankung des Nierenkörperchens, die vorwiegend bei Kindern und jungen Erwachsenen mit einem durchschnittlichen Alter zwischen 10,2 und 24,2 Jahren auftritt. Die Diagnose wird durch die feingewebliche Untersuchung einer Gewebsprobe aus der Niere gestellt, wenn bei der immunhistologischen Untersuchung Ablagerungen der Komplementkomponente C1q in den Nierenkörperchen nachgewiesen werden. Die C1q-Nephropathie ist eine umstrittene diagnostische Entität. Der Begriff wurde erstmals 1985 von Jenette und Hipp bei der Beschreibung von 15 Patienten mit vorherrschender oder überwiegender Ablagerung von C1q in den Nierenkörperchen benutzt. Bei der Urinuntersuchung von Patienten mit C1q-Nephropathie findet sich ein weites Spektrum, das von asymptomatischen Urinveränderungen über eine schwere Proteinurie bis zum nephrotischen Syndrom reicht. Eine Hämaturie kann fehlen oder vorhanden sein. Bei der feingeweblichen Untersuchung finden sich glomeruläre Minimalveränderungen, eine Mesangioproliferative Glomerulonephritis oder eine Fokale Sklerose. Die Proteinurie spricht nur schlecht auf eine Behandlung mit Corticosteroiden und Immunsuppressiva an. Im Krankheitsverlauf kann eine Minimal-Change-Glomerulonephritis in eine Fokale Sklerose übergehen. Bei Patienten mit Minimal Change Glomerulonephritis ist die Prognose günstig, die Nierenfunktion bleibt in der Regel stabil.  Für Patienten mit proliferativer Glomerulonephritis und fokaler Sklerose ist die Prognose schlechter, es muss mit einer Verschlechterung der Nierenfunktion gerechnet werden. In Einzelfällen können die C1q-Ablagerungen im Verlauf verschwinden.

### Übersichtsarbeiten
- Satoshi Hisano, Yuko Fukuma, Yoshie Segawa, Kazuhiko Niimi, Yoshitsugu Kaku, Ken Hatae, Takao Saitoh, Morishige Takeshita, Hiroshi Iwasaki: Clinicopathologic correlation and outcome of C1q nephropathy. In: Clinical Journal of the American Society of Nephrology. Band 3, Nr. 6, November 2008, ISSN 1555-905X, S. 1637–1643, doi:10.2215/CJN.00830208, PMID 18650410.
- Alenka Vizjak; Dusan Ferluga, Mojca Rozic, Anastazija Hvala, Jelka Lindic, Tanja Kersnik Levart, Vesna Jurcić, J Charles Jennette: Pathology, clinical presentations, and outcomes of C1q nephropathy. In: Journal of the American Society of Nephrology. Band 19, Nr. 11, November 2008, ISSN 1533-3450, S. 2237–2244, doi:10.1681/ASN.2007080929, PMID 18650484.
- Agnes Fogo: C1q Nephropathy, in Atlas of Renal Pathology, 1999, Am J Kidney Dis. 33(5)Eintrag online (englisch)